# Sauaru
Koordinaten: 58° 19′ N, 22° 41′ O
Sauaru ist ein Dorf (estnisch küla) auf der größten estnischen Insel Saaremaa. Es gehört zur Landgemeinde Saaremaa (bis 2017: Landgemeinde Pihtla) im Kreis Saare.
Das Dorf hat elf Einwohner (Stand 31. Dezember 2011). Es liegt unmittelbar nordwestlich von Pihtla.